# Булахівська сільська рада (Павлоградський район)
| Булахівська сільська рада — орган місцевого самоврядування у Павлоградському районі Дніпропетровської області з адміністративним центром у с. Булахівка. Сільській раді підпорядковані населені пункти: - с. Булахівка - с. Червона Долина |

## Склад ради
Рада складається з 16 депутатів та голови.

## Керівний склад сільської ради
| ПІБ                          | Основні відомості                                                                        | Дата обрання | Дата звільнення |
| ---------------------------- | ---------------------------------------------------------------------------------------- | ------------ | --------------- |
| Слобченко Василь Петрович    | Сільський голова, 1963 року народження, освіта, член Політичної партії «Трудова Україна» | 26.03.2006   | 21.06.2010      |
| Окселенко Микола Олексійович | Сільський голова, 1955 року народження, освіта вища, член Партії регіонів                | 31.10.2010   |                 |

Примітка: таблиця складена за даними джерела